# Raj Nanda
Raj Nanda (* 14. September 1978 in Brisbane) ist ein ehemaliger australischer Squashspieler.

## Karriere
Raj Nanda begann seine Karriere im Jahr 1998 und gewann zwei Turniere auf der PSA World Tour. Seine höchste Platzierung in der Weltrangliste erreichte er mit Rang 40 im Oktober 2005. Während er 2002 noch in der Qualifikation gescheitert war, qualifizierte er sich 2003 erstmals für das Hauptfeld der Weltmeisterschaft. Er unterlag in der ersten Runde Rodney Durbach in drei Sätzen. Seine letzte Saison bestritt er 2007.

## Erfolge
- Gewonnene PSA-Titel: 2